# EM Андромеды
EM Андромеды (лат. EM Andromedae) — одиночная переменная звезда в созвездии Андромеды на расстоянии (вычисленном из значения параллакса) приблизительно 7025 световых лет (около 2154 парсеков) от Солнца. Видимая звёздная величина звезды — от менее +15m до +12,7m.

## Характеристики
EM Андромеды — красная пульсирующая переменная S-звезда, мирида (M)* спектрального класса S. Эффективная температура — около 3281 K.